# 王鷲
王鷲（Sarcoramphus papa），又名國王禿鷲，是中美洲及南美洲的大型美洲鷲科鳥類。牠們主要生活在从墨西哥南部到阿根廷北部的熱帶低地森林中。牠是王鷲屬中唯一的現存物種。由于棲息地的日益缩小，王鷲的数量也正在逐渐減少。
王鷲體型很大，及主要是白色，上身、翼及尾巴羽毛有灰或黑帶。牠的頭部及頸部沒有羽毛，皮膚顏色有異，包括黃色、橙色、藍色、紫色及紅色。喙上有黃色的肉冠。人工飼養的王鷲可以活到30歲。
王鷲圖案在瑪雅古抄本中很常见。

## 分類
王鷲最初是由卡爾·林奈（Carolus Linnaeus）於1758年在《自然系統》的第十版中命名為Gyparchus papa。於1805年，André Marie Constant Duméril將牠重置在王鷲屬中。這個屬名是由古希臘文的「σαρκο」（意即「肉體」）及「ραμφος」（意即「有鈎狀喙的猛禽」）組合而成。王鷲的最近親是安地斯神鷹。一些學者甚至將牠們分類在另一個亞科之中，但卻不被廣泛接納。

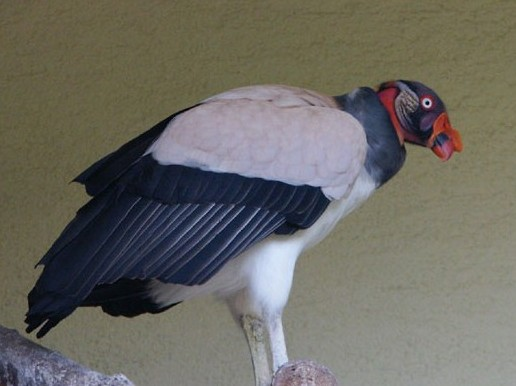
成年的王鷲。

王鷲為何得到「王」的稱號，一直都有兩個解釋。第一個指王鷲會驅趕其他細小的禿鷹離開屍體，待自己先吃飽。另一個說法指牠的名字是來自瑪雅文明的傳統，王鷲其實是一個王，是人類與天神之間的信差。王鷲在秘魯亦被稱為「白鴉」。
王鷲及其餘6種新大陸禿鷹的科學分類仍不清晰。雖然牠們在外表及生態位上相似，但新世界禿鷹及舊大陸禿鷹是從不同的祖先在不同的地方演化而來。只於實際的分別仍在討論中，而有些早期的文獻指新世界禿鷹較為接近鸛。較近期的研究維持牠們與舊世界禿鷹在隼形目的整體位置，或是將牠們分類在自己的鸛形目中。美國鳥類學家聯合會則不將新世界禿鷹分類在鸛形目中，並指是分類不明，但註明有可能被移入隼形目或鸛形目中。

### 化石紀錄及演化

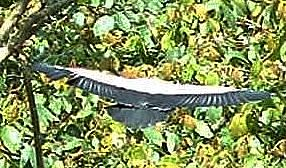
王鷲飛行時的形態。

王鷲屬在過往有更廣泛的分佈，現存的只有王鷲一個物種。Sarcoramphus kernense是生存在上新世中期（皮亞琴察階）的北美洲西南部，但在布蘭卡階或德爾蒙特階的動物群中已很少見。牠的遺骸是在美國加利福尼亞州克恩縣發現的一根折斷的遠端肱骨。牠的形態與王鷲相似，但體型較大及健壯。不過由於牠化石已經損壞及某程度上不能診斷，故是否編入此屬中仍存疑。
在更新世末期，秘魯的另一個物種稱為Sarcoramphus fisheri亦有可能是屬於王鷲屬。牠是現今王鷲的漸變種祖先，或是姊妹物種。自當時後就已有很少鳥類進行演化，最多的就是細小及短命的雀形目。
一個在古巴山洞中發現的第四紀化石，原先估計是王鷲的親屬，但後來發現是Titanohierax borrasi。
對於王鷲屬的演化歷史所知甚少，主要是因新近紀的其他新世界禿鷹的化石都很年輕或是碎片。Sarcoramphus kernense似乎是南北美洲生物大遷徙中的先驅，而多種的新世界禿鷹是源自中美洲。Sarcoramphus kernense可能是王鷲演化分支的北部支線。現有的化石紀錄支持了王鷲及南美洲禿鷹分隔了最少500萬年。

### 佛羅里達彩鷲

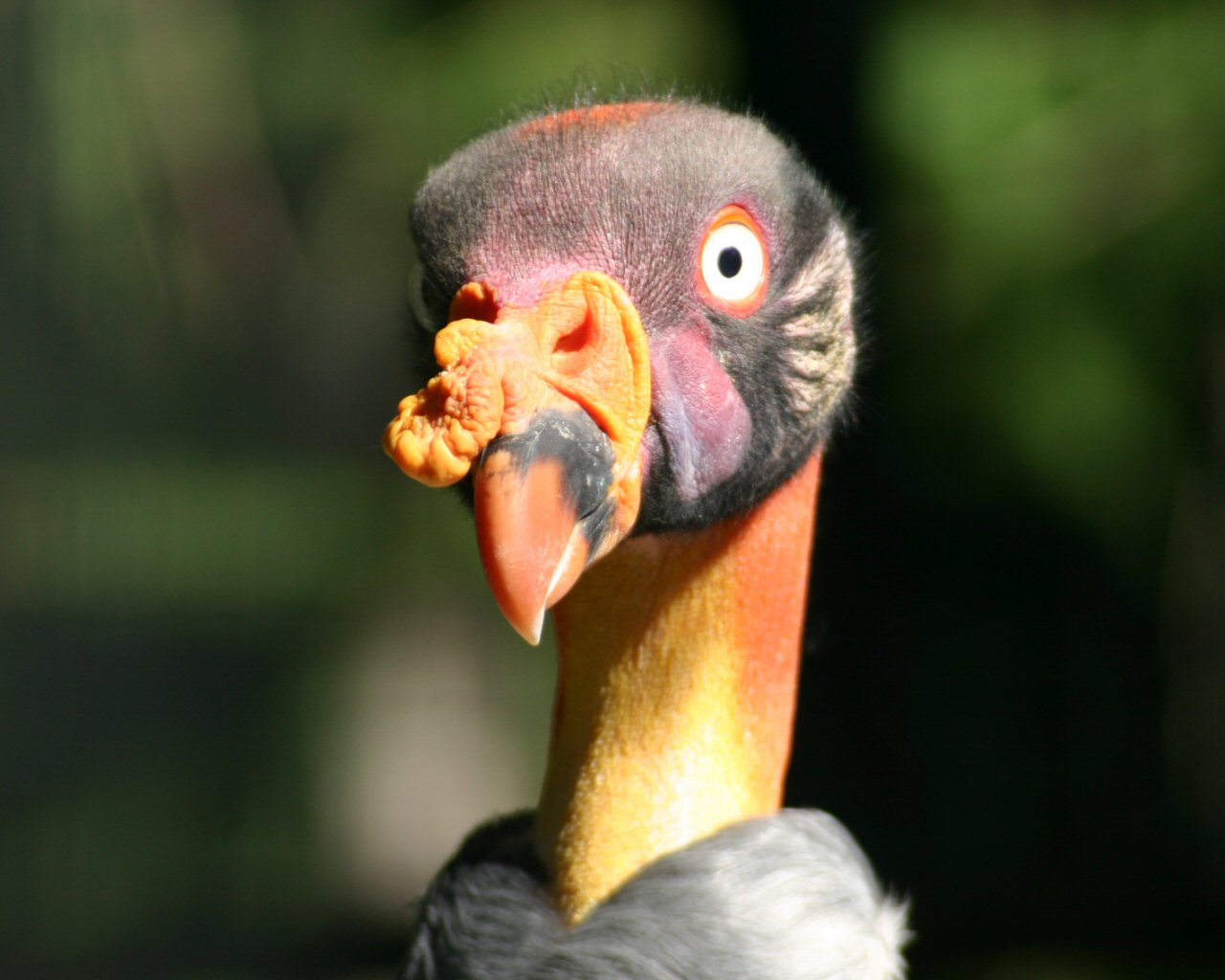
在柏林動物園的王鷲。

威廉·巴特蘭（William Bartram）於1770年代前往科羅拉多州時曾提及一種佛羅里達彩鷲（Sarcoramphus "sacra"或S. papa "sacra"）。他的筆記在出版時被大幅修訂及增加編幅，有可能是出自一位誤以為佛羅里達彩鷲就是王鷲的編輯。
很多學者曾嘗試證實佛羅里達彩鷲的存在，並指牠們可能因寒冷而滅絕。巴特蘭看見佛羅里達彩鷲的地方，就是後來發現墨西哥鷹的地方。墨西哥鷹在巴特蘭的時期很普遍及顯注，而他的筆記亦沒有明顯指佛羅里達彩鷲是屬於王鷲屬。
雖然原有筆記沒有清楚紀錄佛羅里達彩鷲的外觀，但其描述卻很像卡拉卡拉鷹。根據巴特蘭的紀錄，佛羅里達彩鷲的行為與卡拉卡拉鷹很相似，例如牠們會去山火的地方吃昆蟲及箱龜的屍體。

## 描述

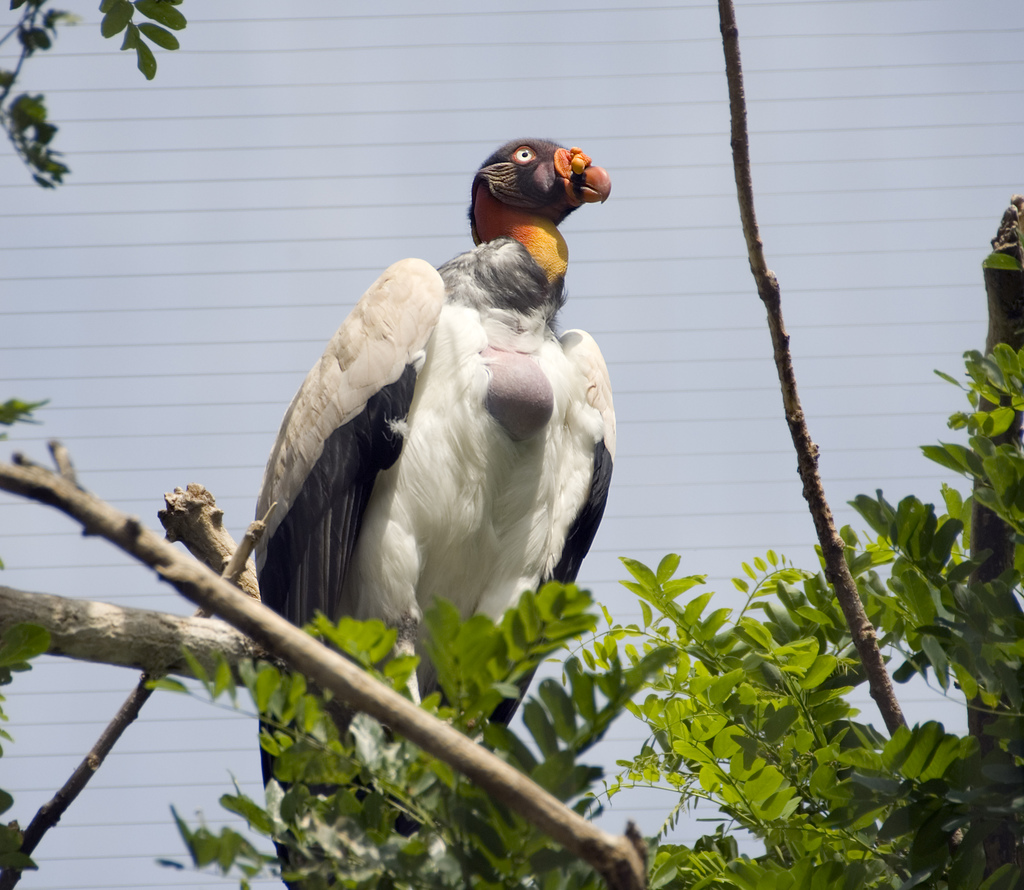
王鷲

成年的王鷲是新世界禿鷹中最充滿色彩的。牠主要是白色，上身、翼及尾巴羽毛呈灰色至黑色。白色的身體上亦有一些玫瑰黃色。牠的喙厚而強壯，是新世界禿鷹中最有力的，但較其他大型猛禽細小。喙鈎向下及很鋒利，呈橙色及黑色。牠的雙翼很闊，尾巴短闊及呈正方形。牠的眼睛呈草色，有銳利的視覺。不像一些新世界禿鷹，牠是沒有睫毛的。王鷲有很明顯及黃色的肉冠，要等到4歲時才會完全成形。牠的腳呈灰色及有長而厚的爪。王鷲是最少兩性異形的，只有在體型上有分別。雛鷲的喙及眼睛都呈深色，絨毛及灰色的頸部最終會變為橙色。雛鷲整體上呈石灰色，到3歲時與成年的相似，並要到5-6歲才會完全長出成年的羽毛。
王鷲的頭部及頸部都沒有羽毛，只在頭的一些部份上有黑鬃毛。這樣可以阻止來自腐肉的細菌造成的皮膚感染，並露出皮膚在日光下起消毒的作用。頸上的皮膚有多種顏色，包括黃色、橙色、藍色、紫色及紅色。在耳邊及頸背的皮膚是起皺的。
除了美洲兀鷹的兩個物種外，王鷲是新世界禿鷹中最大的。牠全長67-80厘米，雙翼展開達1.2-1.7米。體重2.7-4.5公斤。

## 分佈及棲息地

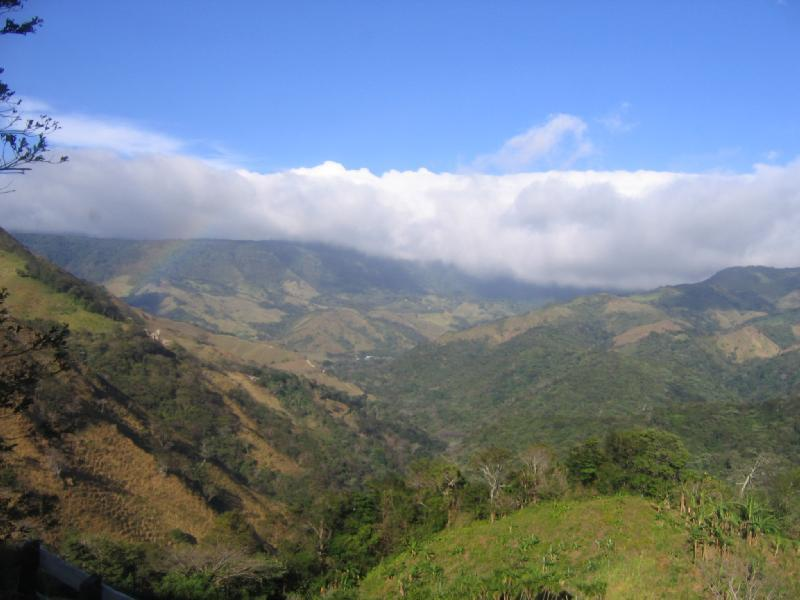
王鷲生活的蒙特沃德雲霧林。

王鷲棲息在面積約有1400萬平方公里的地方，介乎墨西哥南部及阿根廷北部。除了南美洲的厄瓜多爾西部、哥倫比亞及委內瑞拉西北，牠們不會越過安地斯山脈。牠主要棲息在非開發的熱帶雨林、附近的大草原及草原。牠們亦會於沼澤等地出沒。王鷲是最多，甚至是唯一，會出現在低地森林的禿鷹，但在亞馬遜雨林中，則以大黃頭美洲鷲最多；而在草原等地則以小黃頭美洲鷲、紅頭美洲鷲及黑美洲鷲較多。王鷲一般不會生活高於海拔1200米。牠們棲息在森林或是植被之上。

## 生態及行為
王鷲善於滑行，有時會滑翔多個小時而不拍翼一次。當飛行時，牠的雙翼會呈兩面角，或是水平而翼端稍微升高，從一個角度看好像沒有了頭一樣。牠每次拍打翼時都很深及有力。王鷲除了其體型及華麗的色彩外，牠在樹林中稍為不顯眼。當棲息時，牠會把頭垂下及向前伸。牠不會遷徙，一般都是獨自或細小一群生活的。但是，若在腐肉旁邊，仍有可能聚集大群的王鷲。飼養的王鷲可以活到超過30歲，但野生的壽命卻不清楚。牠會排便在腳上，以降低體溫。王鷲相對地不怎麼具攻擊性，正常情況下都只會逃避而不會打鬥。王鷲沒有鳴管，只能發出低嗄聲及喘氣聲。蛇是牠們的天敵，會捕取牠們的蛋及雛鷲；大型的貓科，如美洲豹等，會突然在腐屍邊襲擊王鷲。

### 食性
王鷲主要以腐肉為食物，但不知會否殺死染病或瀕死的動物。牠們也會沿河流吃魚類，但不會到村莊的垃圾堆尋找食物。雖然牠有敏銳的視覺，但有指牠是以嗅覺來尋找腐肉，或是跟蹤較細小的紅頭美洲鷲及大黃頭美洲鷲追尋腐肉。不過研究卻指王鷲不用其他禿鷹的協助，仍可找到腐肉。王鷲主要會在森林中覓食，但仍會到附近的大草原尋找食物。當牠發現腐屍時，牠會以體型及喙的優勢驅趕其他禿鷹，但卻會順從較大的安地斯神鷹。

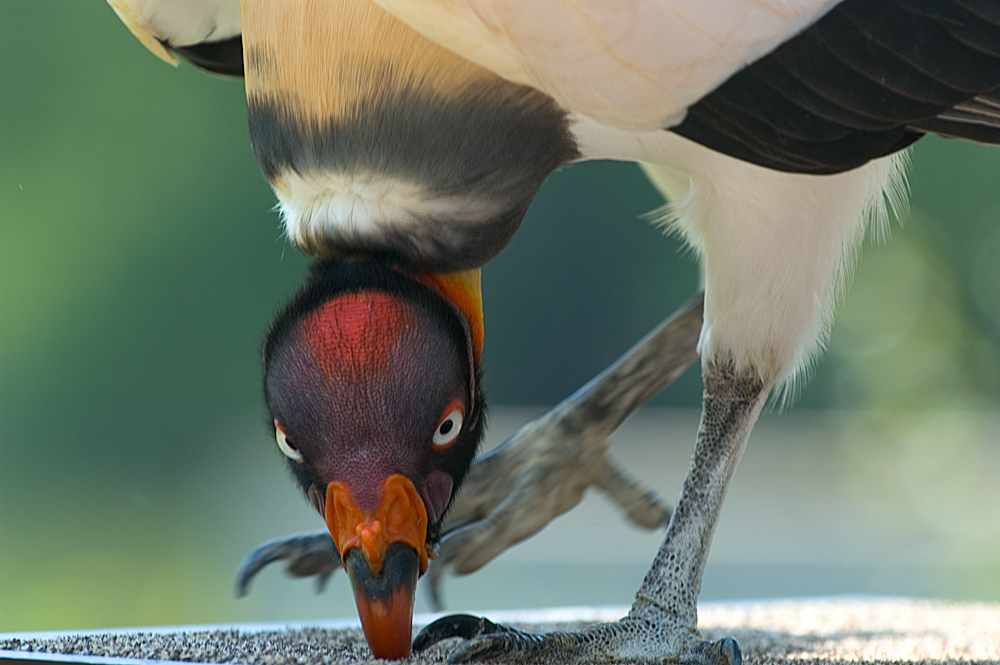
在明尼蘇達動物園的成年王鷲。

王鷲會最先砌開腐屍，再用喙撕開腐肉。這樣可以讓較細小及弱的禿鷹，在王鷲吃完後吃餘下的腐肉。王鷲的舌頭像銼子，可以幫助將腐肉從骨頭中撕出。一般而言，牠只會吃腐屍的皮膚及較硬的組織部份。

### 生殖
王鷲要4-5歲會達至性成熟。牠會在旱季生育。牠會精心地求愛，並且在地上互相纏繞，在交配時拍動雙翼及發出喘氣和哼聲。王鷲是為生育而交配，一般只會產下一隻白色的蛋。為驅趕掠食者，王鷲會令牠的巢發出難聞的氣味。雛鷲的雙親會孵蛋32-38日，直至雛鷲出生。若失去了蛋，牠們會在6個月再生蛋。雛鷲出生時沒有羽毛，但很快就會長出黑色的羽毛，要5-6歲才會長出成年鷲的白色羽毛。雛鷲初出生時需要由雙親照顧，雙親會用爪餵牠吃肉，直至牠懂得反芻。

## 保育
世界自然保護聯盟指王鷲現時屬於低危情況，估計野生數量有1-10萬頭，分佈在1400萬平方公里。但是有證據顯示王鷲的數量正在下降，但下降速度並不嚴重。造成下降的原因是牠們失去棲息地及被狩獵。

## 與人類關係

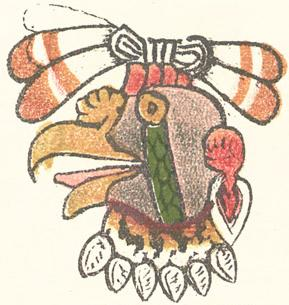
瑪雅曆法中王鷲代表的日子的字形。

王鷲是在瑪雅古抄本中最普遍的鳥類。牠的字形可以清楚的從其喙上的冠及眼睛上的同心圓分辨出來。有時牠被描繪成為天神，有著人的身體及鳥頭。根據瑪雅文明傳說，這個天神是將人類與其他天神之間傳遞訊息的。牠在瑪雅曆法中代表每月的第13日。
南美洲村民相信當王鷲的影子遮掩一個人時，那人就會發生不幸或死亡。王鷲的血液及羽毛亦是用來治療疾病。王鷲亦經常出現在當地國家的郵票，如1963年的薩爾瓦多、1978年的伯利茲、1979年的危地馬拉、1997年的洪都拉斯、1998年的玻利維亞及1999年的尼加拉瓜。
由於王鷲的體型及美態，牠在動物園（如檀香山動物園、伯利茲動物園及柏林動物園火車站）中很受歡迎。牠們在飼養下生育理想，但牠們卻有傾向殺死自己的雛鷲。這種習性在野生環境卻沒有發生。要辨別雛鷲的性別是有困難的，因為在雛鷲出生的首6個月脂肪太多，而1年時又生殖腺又未發展。

## 外部連結
- 王鷲的影片
- 王鷲的分佈圖
- 王鷲的相片 （页面存档备份，存于）